# Kara Del
Kara Del o Qara Del era un reino liderado por los mongoles que existía en Qamil o Hami, en la actual Xinjiang. Fue fundado por el príncipe Yuan, Gunashiri, descendiente de Chagatai Khan, a finales del siglo XIV (c. 1389), y posteriormente gobernado por los Chagatayids hasta 1463. A partir de 1380, comenzó a rendir homenaje a la dinastía Ming. Desde 1406, estuvo gobernada por  bajo la "Guardia Hami" (chino: 哈密衛, también conocida como "Kara Del Guard"); sin embargo, a veces todavía estaba bajo la influencia del Yuan del Norte, y el gobernante era llamado Rey Obediente (chino: 忠順王) bajo el sistema Jimi. Fue destruido en 1513 como consecuencia de las guerras entre la dinastía Ming y los Oirat, así como de las luchas por la sucesión dinástica. Kara Del significa "pecho negro" en el antiguo idioma mongol.

## Historia
En 1389, el príncipe budista Chagataid Gunashiri se separó de la dinastía Yuan del Norte, que había caído bajo el reinado de Jorightu Khan Yesüder, un príncipe arig-bokid. Se estableció en Qamil (Hami) en 1390 y gobernó sobre una población uigur. Al año siguiente, la dinastía Ming ocupó su territorio y le obligó a someterse, aunque siguió controlando su territorio.
En 1404, el sucesor de Gunashiri, Engke Temiir, aceptó el establecimiento de una guardia Ming y se convirtió en la prefectura de Hami.Sin embargo, los Ming no gobernaron directamente Hami ni recaudaron impuestos. Engke Temiir recibió de la corte Ming el título de Zhongshunwang (que significa el príncipe obediente). Durante la década de 1430, Kara Del se sometió a los Oirats. Los uigures de Hami entraron en contacto regular con los mongoles en Mongolia interior del sudoeste.Varios jefes uigures se convirtieron en importantes líderes de los mongoles occidentales, lo que condujo a la difusión de Uyghurjin como nombre de clan en la zona de Ordos.
En 1446 estallaron disturbios en Hami. Las fuerzas Ming al mando de Ren Li ocuparon la ciudad y deportaron a 1.230 personas al este de Jiayuguan.
En 1463, el kan fue derrocado por una facción pro-mongola y se produjo una grave crisis sucesoria. A partir de 1467, los emperadores Ming reinstalaron repetidamente a miembros de la casa de Gunashiri, pero la situación en Hami nunca se estabilizó. Hami fue conquistada por Mansur Khan, el gobernante de Moghulistan en 1513. Kara Del se convirtió oficialmente al Islam en 1513.
Se informó de que entre Khitay y Khotan residían las tribus uigures sarigh que eran «impías», y fueron objetivo de ghazat (guerra santa) por Mansur Khan a partir de 1516.Tras la islamización de Kara Del, el Uyghur cayó en desuso hasta el siglo XX, excepto como término local para los turcos musulmanes de Hami y Turpan. En 1923, el uigur resurgió como denominación general para los habitantes de los oasis de la cuenca del Tarim en Xinjiang.